# LG X 스킨
LG X 스킨(LG X Skin)은 LG전자가 2016년 6월 24일, 출시한 LG U+ 전용 보급형 스마트폰이다. 처음 공개될 때에는 X 스타일이라는 이름으로 공개되었으나 대한민국에서 출시되면서 X 스킨이라는 이름으로 바뀌었다. 미국에는 트리뷰트 HD라는 이름으로 출시되기도 하였다. 가격에 비해 얇은 두께가 특징이었다.

## 운영 체제
안드로이드 6.0.1 마시멜로를 탑재하여 출시되었다.

## 특수 기능

### 오토 셀피
자동으로 얼굴을 인식하여 셀카를 촬영하는 기능이다. 기존 LG전자 스마트폰에 탑재되었던 제스쳐 샷에서 발전된 기능이다.

### 뷰티 샷
셀카를 찍으면 자동으로 보정이 되는 기능이다.

### 리더 모드
낮음, 보통, 높음, 흑백 네 가지 모드 옵션으로 화면의 블루라이트를 감소시키는 기능이다.

## 변형 기종

### 트리뷰트 HD (LS676)
LG X 스킨의 미국 출시 버전이다. 화이트 색상으로만 출시되었으며, AP가 퀄컴 스냅드래곤 212로 업그레이드 되었다.

## 색상
- 티탄 블랙
- 골드
- 화이트 (트리뷰트 HD)

## 같이 보기
- LG X
- LG X 스크린
- LG X 캠
- LG X 파워
- LG X 마하
- LG X5 (X 맥스)